# Little Johnny from the Hospitul: Breaks & Instrumentals Vol.1
Little Johnny from the Hospitul: Breaks & Instrumentals Vol.1 è un album dei Company Flow, pubblicato il 15 giugno 1999.

## Tracce
1. Comp – 1:43
2. Suzy Pulled a Pistol on Henry – 5:17
3. Friend vs. Friend – 5:14
4. Linoleum – 4:16
5. Bee Aware – 5:56
6. Workers Needed – 4:16
7. # Nine – 2:01
8. Gigapet Epiphany – 4:21
9. BMS Digital – 4:05
10. No Lock – 0:39
11. Shadows Drown – 4:51
12. Worker Ant Uprise – 5:44
13. Indelible Hybrid – 0:40
14. World of Garbage – 4:40
15. Blackout – 2:08
16. Happy Happy Joy Kill – 4:45